# Symphonie no 94 de Joseph Haydn
« La Surprise »
« mit dem Paukenschlag »
La Symphonie no 94 en sol majeur, « La Surprise » (sous-titre en allemand « mit dem Paukenschlag » Hob. I:94 est une symphonie du compositeur autrichien Joseph Haydn, qui a été composée en 1792. Elle est la deuxième des douze symphonies dites « londoniennes ».
La forme de cette symphonie est celle de la symphonie classique.

## Historique
La symphonie fut créée le 23 mars 1792 au Hanover Square Rooms à Londres. Lors de la création Joseph Haydn dirige l'orchestre au pianoforte. L'auditoire avait été particulièrement frappé par un soudain coup de timbale, dans le deuxième mouvement. C'est de là que lui vient son surnom. Au lendemain de la création, un critique a dit : « La surprise qu'il contient peut être comparée à celle ressentie par une belle bergère que le murmure éloigné d'une cascade aurait endormie et qu'un coup de fusil tiré par un chasseur réveille en sursaut. »

## Effectif musical
L'orchestre est composé de :
| Instrumentation de la symphonie no 94                                  |
| Cordes                                                                 |
| Premiers violons, seconds violons, altos, violoncelles et contrebasses |
| Bois                                                                   |
| 2 flûtes, 2 hautbois, 2 bassons                                        |
| Cuivres                                                                |
| 2 cors, 2 trompettes                                                   |
| Percussions                                                            |
| timbales                                                               |

## Analyse
La symphonie comporte quatre mouvements:
1. Adagio cantabile (en sol majeur, à 
, mesures 1 à 17) - Vivace assai à 
, mesures 18 à 257
2. Andante, en do majeur, à 
, 156 mesures
3. Menuet - Allegro molto - Trio, en sol majeur, à 
, 89 mesures
4. Allegro di molto, en sol majeur, à 
, 268 mesures

Durée : environ 25 minutes

### Adagio cantabile—Vivace assai
Ce mouvement respecte la forme sonate et est précédé d'une introduction lente. L'exposition présente les trois thèmes qui sont variés dans le développement. Le mouvement se termine par une récapitulation des thèmes.
Introduction de l'Adagio :
Introduction du Vivace assai :

### Andante
Le mouvement débute par un thème très simple. C'est à sa deuxième exposition, pianissimo, qu'arrive la surprise : un accord fortissimo de tout l'orchestre, souligné par un coup de timbale. Haydn pensait qu'il ferait crier les auditrices avec ce coup de tonnerre ! Viennent ensuite cinq variations sur la première mélodie, suivies d'une coda. Durée : environ 6 minutes.
Introduction de l'Andante :

### Menuet et trio, allegro molto
Alors que le menuet est une danse lente, Haydn indique son mouvement allegro molto, ce qui signifie très vite. Il se montre peu soucieux des conventions et précurseur du scherzo (plaisanterie). Par contre, la structure du mouvement respecte la forme originelle de la danse : deux sections encadrent un trio composé de deux parties.
Introduction du Menuet - Allegro molto :
Première reprise du Trio :

### Allegro di molto
Pour ce dernier mouvement, Haydn a inventé une forme nouvelle, entre la sonate et le rondo. Comme dans le rondo, le premier thème revient à plusieurs reprises. Cependant, Haydn le développe différemment à chaque fois. Le mouvement se termine par un déchaînement de timbale suivie d'une coda rétablissant l'ordre.
Introduction de l'Allegro di molto :